# Bob Gainey
Temple de la renommée : 1992
Robert Michael Gainey, plus connu sous le nom de Bob Gainey (né le 13 décembre 1953 à Peterborough, dans la province de l'Ontario au Canada), fut le 15e directeur-gérant et le vice-président exécutif de la franchise de hockey sur glace professionnel des Canadiens de Montréal. Il fut également entraîneur-chef par intérim de l'équipe en 2006 et en 2009 ainsi que joueur de hockey sur glace dans la Ligue nationale de hockey. Il porta les couleurs des Canadiens durant 17 saisons. Il est considéré comme l'un des meilleurs attaquant-défensif de l'histoire de la LNH en ayant remporté quatre trophées Frank-J.-Selke remis pour cet honneur ce qui est un record dans la LNH. Les Canadiens de Montréal ont retiré son no 23. Viktor Tikhonov l'entraîneur de URSS dans les années 1970-80 le qualifie de joueur de hockey le plus complet. Le 8 février 2010, le président du Club de Hockey Canadien, Pierre Boivin, annonce dans une association de presse la démission de Bob Gainey.

## Carrière de joueur
Gainey a été choisi au premier tour du repêchage amateur de la LNH 1973 (8e choix au total) par les Canadiens de Montréal. La même année, il fut choisi par les Fighting Saints du Minnesota au cours du repêchage amateur de l'AMH 1973 en première ronde (7e choix).
Bob Gainey a joué de 1973 à 1989 dans la LNH, il a gagné quatre trophées Frank-J.-Selke et cinq Coupes Stanley avec le Canadien de Montréal (plus une en tant que directeur général des Stars de Dallas en 1999) ainsi qu'un trophée Conn-Smythe lors des séries éliminatoires de 1979. Il a joué 1160 parties en saison régulière pour le Canadien. Il a marqué 239 buts et 263 passes et fut intronisé au Temple de la renommée du hockey en 1992. En 2017, il est nommé parmi les 100 plus grands joueurs de la LNH à l'occasion du centenaire de la ligue

### Clubs
- saison 1971-72: Petes de Peterborough de l’Association de hockey de l'Ontario.
- saison 1972-73: Petes de Peterborough de l'Association de hockey de l'Ontario.
- saison 1973-74 : Voyageurs de la Nouvelle-Écosse de la Ligue américaine de hockey.
- de 1973 à 89: Canadiens de Montréal de la Ligue nationale de hockey.
- 1989-90: Écureuils d’Épinal de la Nationale 1B.

## Statistiques
| Saison     | Équipe                          | Ligue        |       | Saison régulière | Saison régulière | Saison régulière | Saison régulière | Saison régulière |    | Séries éliminatoires | Séries éliminatoires | Séries éliminatoires | Séries éliminatoires | Séries éliminatoires |
| Saison     | Équipe                          | Ligue        | PJ    | B                | A                | Pts              | Pun              | PJ               | B  | A                    | Pts                  | Pun                  |                      |                      |
| 1971-1972  | Petes de Peterborough           | AHO          | 1     | 0                | 0                | 0                | 31               | -                | -  | -                    | -                    | -                    |                      |                      |
| 1972-1973  | Petes de Peterborough           | AHO          | 52    | 22               | 21               | 43               | 99               | -                | -  | -                    | -                    | -                    |                      |                      |
| 1973-1974  | Voyageurs de la Nouvelle-Écosse | LAH          | 6     | 2                | 5                | 7                | 4                | -                | -  | -                    | -                    | -                    |                      |                      |
| 1973-1974  | Canadiens de Montréal           | LNH          | 66    | 3                | 7                | 10               | 34               | 6                | 0  | 0                    | 0                    | 6                    |                      |                      |
| 1974-1975  | Canadiens de Montréal           | LNH          | 80    | 17               | 20               | 37               | 49               | 11               | 2  | 4                    | 6                    | 4                    |                      |                      |
| 1975-1976  | Canadiens de Montréal           | LNH          | 78    | 15               | 13               | 28               | 57               | 13               | 1  | 3                    | 4                    | 20                   |                      |                      |
| 1976-1977  | Canadiens de Montréal           | LNH          | 80    | 14               | 19               | 33               | 41               | 14               | 4  | 1                    | 5                    | 25                   |                      |                      |
| 1977-1978  | Canadiens de Montréal           | LNH          | 66    | 15               | 16               | 31               | 57               | 15               | 2  | 7                    | 9                    | 14                   |                      |                      |
| 1978-1979  | Canadiens de Montréal           | LNH          | 79    | 20               | 18               | 38               | 44               | 16               | 6  | 10                   | 16                   | 10                   |                      |                      |
| 1979-1980  | Canadiens de Montréal           | LNH          | 64    | 14               | 19               | 33               | 32               | 10               | 1  | 1                    | 2                    | 4                    |                      |                      |
| 1980-1981  | Canadiens de Montréal           | LNH          | 78    | 23               | 24               | 47               | 36               | 3                | 0  | 0                    | 0                    | 2                    |                      |                      |
| 1981-1982  | Canadiens de Montréal           | LNH          | 79    | 21               | 24               | 45               | 24               | 5                | 0  | 1                    | 1                    | 8                    |                      |                      |
| 1982-1983  | Canadiens de Montréal           | LNH          | 80    | 12               | 18               | 30               | 43               | 3                | 0  | 0                    | 0                    | 4                    |                      |                      |
| 1983-1984  | Canadiens de Montréal           | LNH          | 77    | 17               | 22               | 39               | 41               | 15               | 1  | 5                    | 6                    | 9                    |                      |                      |
| 1984-1985  | Canadiens de Montréal           | LNH          | 79    | 19               | 13               | 32               | 40               | 12               | 1  | 3                    | 4                    | 13                   |                      |                      |
| 1985-1986  | Canadiens de Montréal           | LNH          | 80    | 20               | 23               | 43               | 20               | 20               | 5  | 5                    | 10                   | 12                   |                      |                      |
| 1986-1987  | Canadiens de Montréal           | LNH          | 47    | 8                | 8                | 16               | 19               | 17               | 1  | 3                    | 4                    | 6                    |                      |                      |
| 1987-1988  | Canadiens de Montréal           | LNH          | 78    | 11               | 11               | 22               | 14               | 6                | 0  | 1                    | 1                    | 6                    |                      |                      |
| 1988-1989  | Canadiens de Montréal           | LNH          | 49    | 10               | 7                | 17               | 34               | 16               | 1  | 4                    | 5                    | 8                    |                      |                      |
| 1989-1990  | Écureuils d'Épinal              | Nationale 1B | 18    | 14               | 12               | 26               | 16               | -                | -  | -                    | -                    | -                    |                      |                      |
| Totaux LNH | Totaux LNH                      | Totaux LNH   | 1 160 | 239              | 262              | 501              | 585              | 182              | 25 | 48                   | 73                   | 151                  |                      |                      |

## Carrière d'entraîneur
Au terme de sa carrière de joueur, Gainey est passé derrière le banc et a pris les commandes des Dauphin d'Épinal, en France. Il devient par la suite entraîneur-chef des North Stars du Minnesota en 1990. En janvier 1991, il est nommé au poste de directeur-gérant et l'équipe se rend jusqu'en finale de la Coupe Stanley. L'équipe déménage à Dallas après la saison 1992-1993. En 1995, il laisse le poste d'entraîneur-chef pour mieux se concentrer sur son travail de directeur-gérant. Sous son impulsion, les Stars de Dallas gagnent le Trophée des présidents en 1998 et 1999, en plus de remporter la Coupe Stanley en 1999.
Il est le directeur-gérant des Canadiens de Montréal depuis mai 2003. Le 14 janvier 2006, Bob Gainey congédie l'entraîneur-chef Claude Julien. Il décide d'assumer le rôle d'entraîneur-chef jusqu'à la fin de la saison. Son entraîneur-associé est Guy Carbonneau et est nommé entraîneur-chef pour la saison 2006-2007. Le 24 juillet 2006, le président des Canadiens de Montréal, Pierre Boivin, lui accorde une prolongation de contrat jusqu'à la saison 2009-2010. Le 9 mars 2009, il congédie Guy Carbonneau à la suite d'une série de contre-performances des Canadiens et le remplace comme entraîneur-chef. Il remporte son premier match en tant qu'entraîneur le 10 mars 2009.

### Statistiques
| Saison    | Équipe                   | Ligue |    | PJ | V  | D  | Pr                          |  | Séries éliminatoires |
| 1990-1991 | North Stars du Minnesota | LNH   | 80 | 27 | 39 | 14 | Défaite en finale           |  |                      |
| 1991-1992 | North Stars du Minnesota | LNH   | 80 | 32 | 42 | 6  | Défaite en première ronde   |  |                      |
| 1992-1993 | North Stars du Minnesota | LNH   | 84 | 36 | 38 | 10 | Non qualifiés               |  |                      |
| 1993-1994 | Stars de Dallas          | LNH   | 84 | 42 | 29 | 13 | Défaite en deuxième ronde   |  |                      |
| 1994-1995 | Stars de Dallas          | LNH   | 48 | 17 | 23 | 8  | Défaite en première ronde   |  |                      |
| 1995-1996 | Stars de Dallas          | LNH   | 39 | 11 | 19 | 9  | Congédié en cours de saison |  |                      |
| 2005-2006 | Canadiens de Montréal    | LNH   | 41 | 23 | 15 | 3  | Défaite en première ronde   |  |                      |
| 2008-2009 | Canadiens de Montréal    | LNH   | 16 | 6  | 6  | 0  | Défaite en première ronde   |  |                      |

## Vie privée
Le 8 décembre 2006, sa fille de 25 ans Laura est portée disparue après avoir été projetée par-dessus bord d'un voilier naviguant dans l'océan Atlantique. Un rapport d'enquête réalisée par le Bureau de la sécurité des transports du Canada dit que les mesures de sécurité à bord du voilier-école Picton Castle étaient inadéquates et remet en question l'opportunité de prendre la mer par un tel temps. Gainey demanda à être relevé temporairement de ses fonctions de directeur-général. Son assistant-directeur, Pierre Gauthier, prit la relève dans l'attente des nouvelles de sa fille Laura. Laura Gainey était un matelot de première classe sur le Picton Castle, un voilier d'entraînement situé dans la ville de Lunenburg, en Nouvelle-Écosse, Canada, à destination de la Grenade. Gainey, une membre d'équipage professionnelle, exemplaire et ayant un rang de leader sur le bateau selon les termes du capitaine Dan Moreland, fut projetée par-dessus bord durant une violente tempête, vers 21 h 30. Les experts en situation de crise nautique estimaient qu'elle pourrait survivre au moins 36 heures dans l'océan avant que l'hypothermie se manifeste. Le 11 décembre 2006, la Garde Côtière américaine et la Garde Côtière canadienne décident d'abandonner les recherches entreprises pour retrouver Laura Gainey,,,,.
Il est le père du joueur de hockey professionnel, Steve Gainey, et de la femme politique Anna Gainey.

## Carrière directeur-gérant
- De 1996 à 2002: Stars de Dallas de la LNH
- De 2003 à 2010: Canadiens de Montréal de la LNH